# Cordylomera carvalhoi
Cordylomera carvalhoi är en skalbaggsart som beskrevs av Veiga-ferreira 1971. Cordylomera carvalhoi ingår i släktet Cordylomera och familjen långhorningar. Inga underarter finns listade i Catalogue of Life.